# Brimah Razak
Brimah Razak (Accra, 22 juni 1987) is een Ghanees voetballer die speelt als doelman. In december 2024 tekende hij voor CD Calahorra. Razak debuteerde in 2013 in het Ghanees voetbalelftal.

## Clubcarrière
Razak speelde in de jeugdopleidingen van VfL Wolfsburg, Poli Ejido en Las Norias. In 2007 vond de doelman onderdak bij Chaves op het tweede niveau van Portugal. Na hier zeven duels te hebben gespeeld, trok hij naar União, dat een niveau lager acteerde. Hier kwam de Ghanees tot dertig wedstrijden. In de zomer van 2008 keerde hij terug naar Poli Ejido, waar hij in de jeugd ook al gespeeld had. Na één seizoen werd hij overgenomen door Real Betis, waar hij wel vrijwel alleen voor de beloften uitkwam. Er was slechts één optreden in de hoofdmacht voor Razak. Op 1 september 2010 speelde hij in de Copa del Rey negentig minuten tegen Salamanca (2–1 winst). Tussen 2011 en 2014 speelde de sluitpost voor Tenerife, Guadalajara en Córdoba B.
In de zomer van 2014 verkaste hij transfervrij naar Mirandés. Een jaar later keerde hij transfervrij terug naar Córdoba. Medio 2017 maakte Razak de overstap naar Mamelodi Sundowns, waar hij zijn handtekening zette onder een verbintenis voor duur van drie seizoenen, met een optie op een jaar extra. Na één jaar en vier competitiewedstrijden ging hij weer weg bij die club. Na bijna een jaar zonder werkgever tekende Razak in juli 2019 voor één seizoen bij Linares. Drie seizoenen later verkaste hij naar Estepona. Van juli tot december 2024 zat Razak zonder club, waarna hij tot het einde van het seizoen tekende bij CD Calahorra.

## Clubstatistieken
| Seizoen | Club              | Competitie            | Competitie | Competitie | Beker | Beker | Internationaal | Internationaal | Totaal | Totaal |
| Seizoen | Club              | Competitie            | Wed.       | Dlp.       | Wed.  | Dlp.  | Wed.           | Dlp.           | Wed.   | Dlp.   |
| ------- | ----------------- | --------------------- | ---------- | ---------- | ----- | ----- | -------------- | -------------- | ------ | ------ |
| 2006/07 | Chaves            | Segunda Liga          | 7          | 0          | 0     | 0     | —              | —              | 7      | 0      |
| 2007/08 | União             | Segunda Divisão       | 30         | 0          | 0     | 0     | —              | —              | 30     | 0      |
| 2008/09 | Poli Ejido        | Segunda División B    | 6          | 0          | 0     | 0     | —              | —              | 6      | 0      |
| 2009/10 | Real Betis B      | Segunda División B    | 26         | 0          | 0     | 0     | —              | —              | 26     | 0      |
| 2010/11 | Real Betis        | Segunda División A    | 0          | 0          | 1     | 0     | —              | —              | 1      | 0      |
| 2010/11 | Real Betis B      | Segunda División B    | 18         | 0          | 0     | 0     | —              | —              | 18     | 0      |
| 2011/12 | Tenerife          | Segunda División B    | 2          | 0          | 0     | 0     | —              | —              | 2      | 0      |
| 2012/13 | Guadalajara       | Segunda División A    | 25         | 0          | 0     | 0     | —              | —              | 25     | 0      |
| 2013/14 | Córdoba B         | Segunda División B    | 20         | 0          | 0     | 0     | —              | —              | 20     | 0      |
| 2014/15 | Mirandés          | Segunda División A    | 29         | 0          | 0     | 0     | —              | —              | 29     | 0      |
| 2015/16 | Córdoba           | Segunda División A    | 38         | 0          | 0     | 0     | —              | —              | 38     | 0      |
| 2016/17 | Córdoba           | Segunda División A    | 4          | 0          | 2     | 0     | —              | —              | 6      | 0      |
| 2017/18 | Mamelodi Sundowns | Premier Soccer League | 4          | 0          | 1     | 0     | —              | —              | 5      | 0      |
| 2018/19 | —                 | —                     | —          | —          | —     | —     | —              | —              | —      | —      |
| 2019/20 | Linares           | Tercera División      | 25         | 0          | 1     | 0     | —              | —              | 26     | 0      |
| 2020/21 | Linares           | Segunda División B    | 25         | 0          | 2     | 0     | —              | —              | 27     | 0      |
| 2021/22 | Linares           | Segunda División B    | 16         | 0          | 3     | 0     | —              | —              | 19     | 0      |
| 2022/23 | Estepona          | Segunda Federación    | 33         | 0          | 0     | 0     | —              | —              | 33     | 0      |
| 2023/24 | Estepona          | Segunda Federación    | 29         | 0          | 0     | 0     | —              | —              | 29     | 0      |
| 2024/25 | CD Calahorra      | Segunda Federación    | 1          | 0          | 0     | 0     | —              | —              | 1      | 0      |
| Totaal  | Totaal            | Totaal                | 330        | 0          | 10    | 0     | 0              | 0              | 340    | 0      |

Bijgewerkt op 11 december 2024.

## Interlandcarrière
Razak debuteerde in het Ghanees voetbalelftal op 14 augustus 2013 in een vriendschappelijke wedstrijd tegen Turkije (2–2 gelijkspel). Hij mocht van bondscoach James Kwesi Appiah tijdens de rust invallen voor Adam Larsen Kwarasey. In de tweede helft maakte Ghana een achterstand van 2–0 ongedaan door twee doelpunten van Asamoah Gyan.
Tijdens de Afrika Cup 2015 was Razak de eerste keuze onder de lat voor coach Avram Grant. Hij keepte het gehele toernooi, ook de finale tegen Ivoorkust. Dat duel resulteerde in strafschoppen. Uiteindelijk miste Razak zijn strafschop en kon hij die van collega doelman Boubacar Barry niet stoppen. Hierdoor verloor Ghana de finale.
| Interlands van Brimah Razak voor Ghana | Interlands van Brimah Razak voor Ghana | Interlands van Brimah Razak voor Ghana | Interlands van Brimah Razak voor Ghana | Interlands van Brimah Razak voor Ghana | Interlands van Brimah Razak voor Ghana |
| №                                      | Datum                                  | Wedstrijd                              | Uitslag                                | Competitie                             | Goals                                  |
| Als speler zonder club                 | Als speler zonder club                 | Als speler zonder club                 | Als speler zonder club                 | Als speler zonder club                 | Als speler zonder club                 |
| -------------------------------------- | -------------------------------------- | -------------------------------------- | -------------------------------------- | -------------------------------------- | -------------------------------------- |
| 1                                      | 14 augustus 2013                       | Turkije – Ghana                        | 2 – 2                                  | Vriendschappelijk                      |                                        |
| 2                                      | 10 september 2013                      | Japan – Ghana                          | 3 – 1                                  | Vriendschappelijk                      |                                        |
| Als speler van Mirandés                |                                        |                                        |                                        |                                        |                                        |
| 3                                      | 15 november 2014                       | Oeganda – Ghana                        | 1 – 0                                  | AK 2015 kwalificatie                   |                                        |
| 4                                      | 19 november 2014                       | Ghana – Togo                           | 3 – 1                                  | AK 2015 kwalificatie                   |                                        |
| 5                                      | 19 januari 2015                        | Ghana – Senegal                        | 1 – 2                                  | AK 2015                                |                                        |
| 6                                      | 23 januari 2015                        | Ghana – Algerije                       | 1 – 0                                  | AK 2015                                |                                        |
| 7                                      | 27 januari 2015                        | Zuid-Afrika – Ghana                    | 1 – 2                                  | AK 2015                                |                                        |
| 8                                      | 1 februari 2015                        | Ghana – Guinee                         | 3 – 0                                  | AK 2015                                |                                        |
| 9                                      | 5 februari 2015                        | Ghana – Equatoriaal-Guinea             | 3 – 0                                  | AK 2015                                |                                        |
| 10                                     | 8 februari 2015                        | Ivoorkust – Ghana                      | 0 – 0                                  | AK 2015 finale                         |                                        |
| 11                                     | 28 maart 2015                          | Ghana – Senegal                        | 1 – 2                                  | Vriendschappelijk                      |                                        |
| 12                                     | 14 juni 2015                           | Ghana – Mauritius                      | 7 – 1                                  | AK 2017 kwalificatie                   |                                        |
| Als speler van Córdoba                 |                                        |                                        |                                        |                                        |                                        |
| 13                                     | 1 september 2015                       | Congo-Brazzaville – Ghana              | 0 – 1                                  | Vriendschappelijk                      |                                        |
| 14                                     | 5 september 2015                       | Rwanda – Ghana                         | 0 – 1                                  | AK 2017 kwalificatie                   |                                        |
| 15                                     | 13 oktober 2015                        | Ghana – Canada                         | 1 – 1                                  | Vriendschappelijk                      |                                        |
| 16                                     | 13 november 2015                       | Comoren – Ghana                        | 0 – 0                                  | WK 2018 kwalificatie                   |                                        |
| 17                                     | 17 november 2015                       | Ghana – Comoren                        | 2 – 0                                  | WK 2018 kwalificatie                   |                                        |
| 18                                     | 24 maart 2016                          | Ghana – Mozambique                     | 3 – 1                                  | AK 2017 kwalificatie                   |                                        |
| 19                                     | 27 maart 2016                          | Mozambique – Ghana                     | 0 – 0                                  | AK 2017 kwalificatie                   |                                        |
| 20                                     | 5 juni 2016                            | Mauritius – Ghana                      | 0 – 2                                  | AK 2017 kwalificatie                   |                                        |
| 21                                     | 3 september 2016                       | Ghana – Rwanda                         | 1 – 1                                  | AK 2017 kwalificatie                   |                                        |
| 22                                     | 7 oktober 2016                         | Ghana – Oeganda                        | 0 – 0                                  | WK 2018 kwalificatie                   |                                        |
| 23                                     | 13 november 2016                       | Egypte – Ghana                         | 2 – 0                                  | WK 2018 kwalificatie                   |                                        |
| 24                                     | 17 januari 2017                        | Ghana – Oeganda                        | 1 – 0                                  | AK 2017                                |                                        |
| 25                                     | 21 januari 2017                        | Ghana – Mali                           | 1 – 0                                  | AK 2017                                |                                        |
| 26                                     | 25 januari 2017                        | Egypte – Ghana                         | 1 – 0                                  | AK 2017                                |                                        |
| 27                                     | 29 januari 2017                        | Congo-Kinshasa – Oeganda               | 1 – 2                                  | AK 2017                                |                                        |
| 28                                     | 2 februari 2017                        | Kameroen – Ghana                       | 2 – 0                                  | AK 2017                                |                                        |

Bijgewerkt op 11 december 2024.

## Erelijst
| Competitie            |            |            |            |            |
| Competitie            | Aantal     | Jaren      |            |            |
| Real Betis            | Real Betis | Real Betis | Real Betis | Real Betis |
| --------------------- | ---------- | ---------- | ---------- | ---------- |
| Segunda División A    | 1          | 2010/11    |            |            |
| Mamelodi Sundowns     |            |            |            |            |
| Premier Soccer League | 1          | 2017/18    |            |            |